# Adam Friedel
Adam Friedel alias Adam de Friedel alias Adam Friedel von Friedelsburg (um 1780 – nach 1830) war ein dänischer Philhellene und Abenteurer, der sich zur Zeit der griechischen Befreiungskämpfe in Griechenland aufhielt und die Führer des griechischen Aufstands porträtierte.

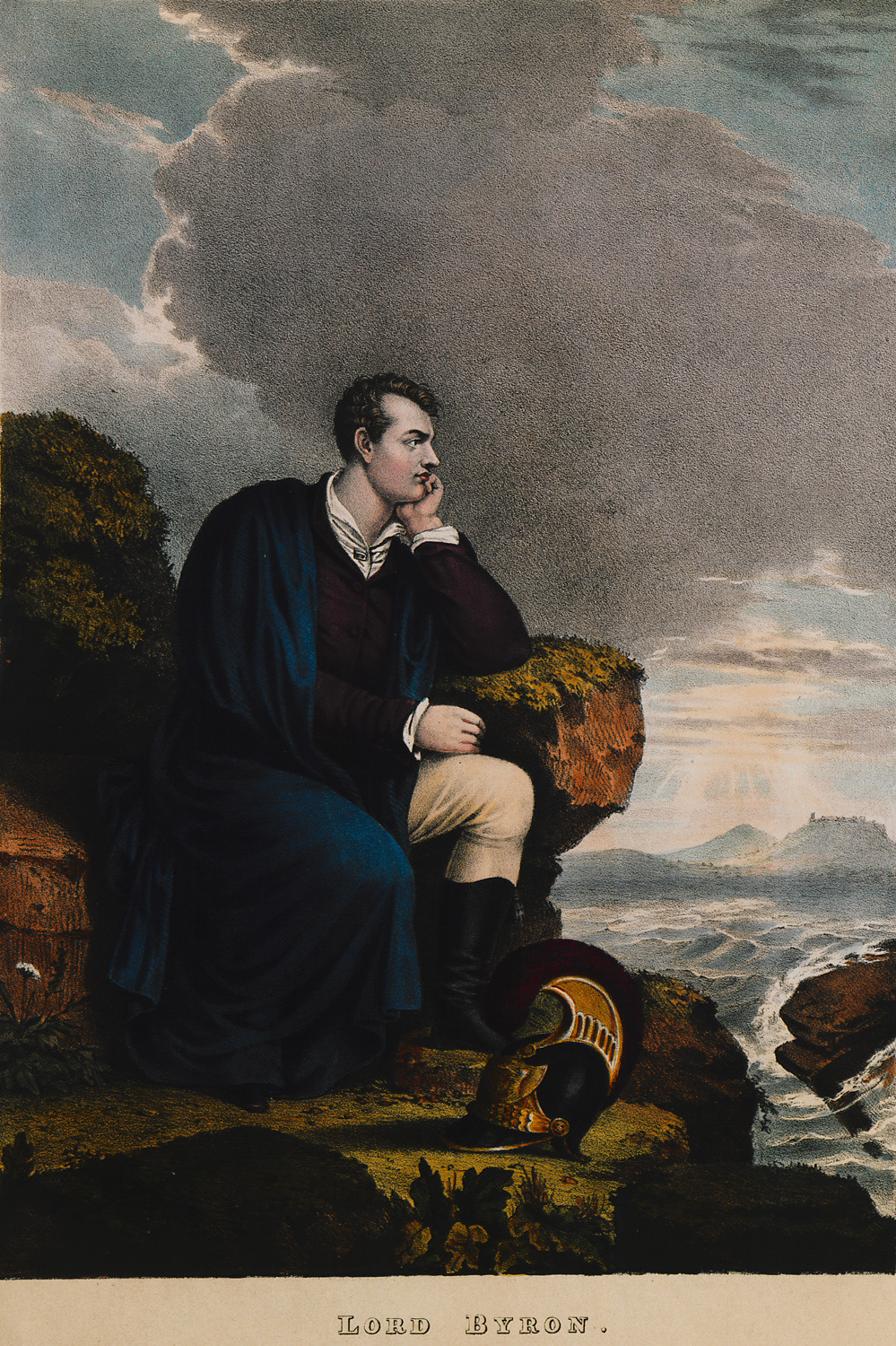
Lord Byron träumt von der Freiheit Griechenlands

Friedel begab sich zu Beginn der Griechischen Revolution nach Griechenland. Er trat dort mit einem großen Kavallerieschwert als Oberstleutnant Baron Friedel von Friedelsburg auf. Seine großsprecherischen, aber wenig überzeugenden Erzählungen von seiner (tatsächlich nicht existenten) Burg Friedelsburg in Dänemark und seinen Beziehungen in Europa wurden bald durch einen echten dänischen Adeligen entlarvt. Ob Friedel sein richtiger Name war oder ob er sich die Personalien eines verstorbenen dänischen Oberstleutnants angeeignet hatte, ist nicht geklärt.
Als sich bei der Aufstellung militärischer Philhellenen-Einheiten seine Erwartungen auf einen Offiziersrang zerschlugen, gab er seine militärischen Ambitionen auf und zog während der Dauer der griechischen Befreiungskämpfe schwadronierend in Griechenland umher und erwies sich dabei als talentierter Schauspieler, Musiker und Künstler. Er trug eine lithografische Handpresse auf dem Rücken mit sich herum und fertigte Porträts der Anführer der Griechischen Revolution. So schuf er Porträts von Theodoros Kolokotronis, Nikitaras, Mavromichalis, Markos Botsaris, Dimitrios Ypsilantis, Ioannis Kolettis, Alexandros Mavrokordatos, Laskarina Bouboulina, Manto Mavrogenous und etliche Porträts von Lord Byron, darunter auch bekannte Darstellungen, auf denen Byron mit einem homerischen Helm abgebildet ist.
Eine Serie von 24 „nach der Natur“ gezeichneten Porträts der Anführer des griechischen Aufstandes, bestehend aus vier Blättern mit je sechs Porträts ließ er nach seiner Rückkehr nach England drucken. Sie erschienen in den Jahren 1826 und 1827 in zahlreichen Ausgaben in Paris und London (in Lithographien umgesetzt und koloriert von Joseph Bouvier) und fanden eine weite Verbreitung in Europa. Für die Propaganda der Philhellenen zu Gunsten des griechischen Aufstands war diese Verbreitung von großer Bedeutung.

## Werke
- Porträts der Anführer der Griechischen Revolution. Hrsg.: Dimitra Kukiu-Mitropoulou, Historische und Ethnologiki Gesellschaft Griechenlands. Athen 2007 (Originaltitel: Προσωπογραφίες αγωνιστών της Ελληνικής Επανάστασης.).

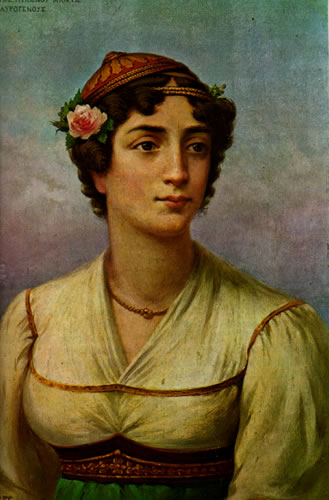
Manto Mavrogenous
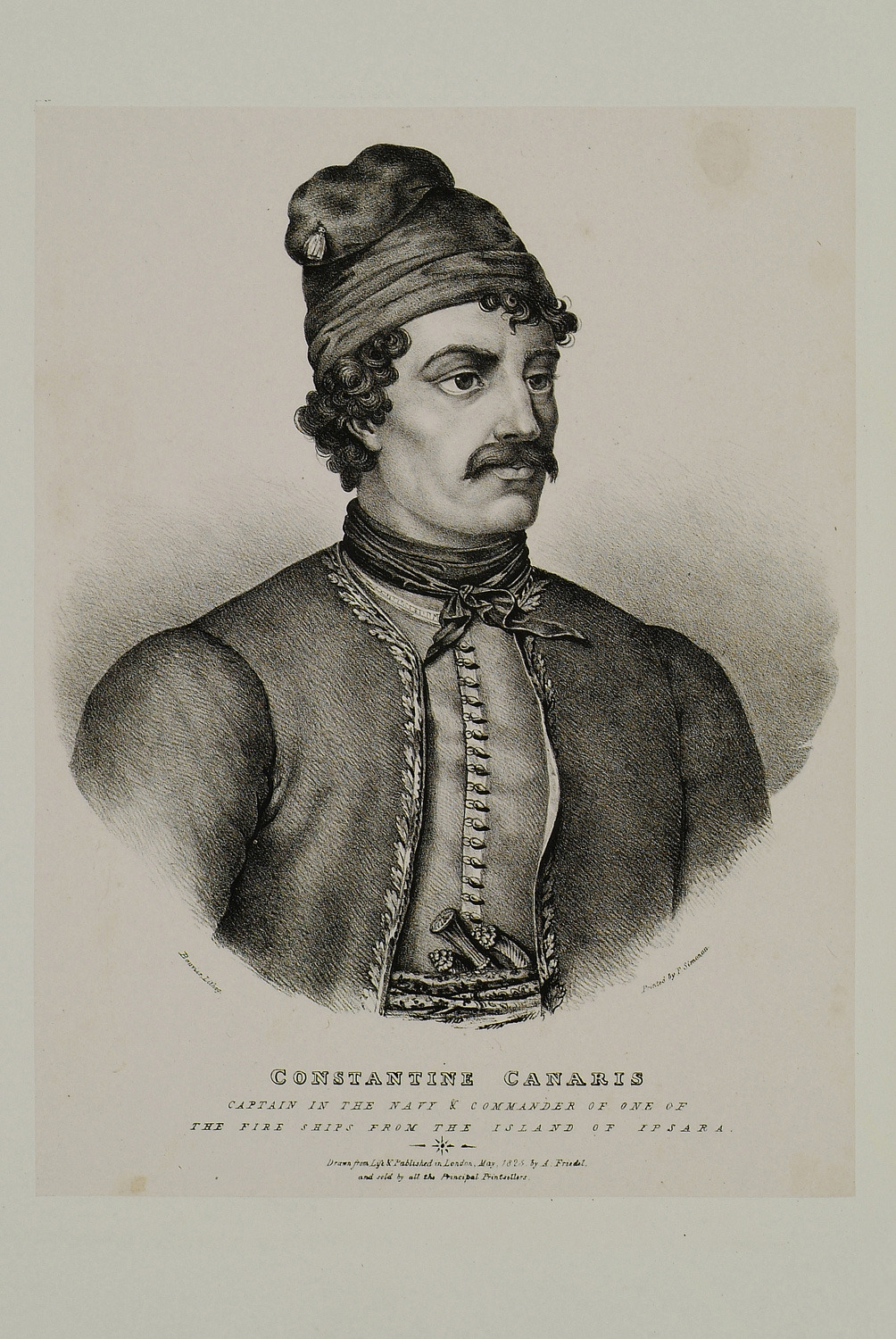
Konstantinos Kanaris
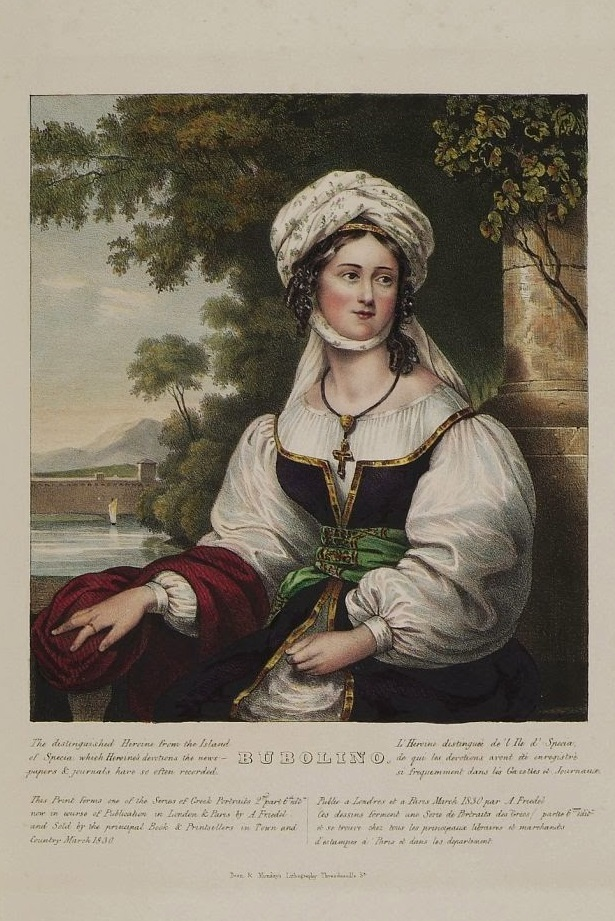
Laskarina Bouboulina
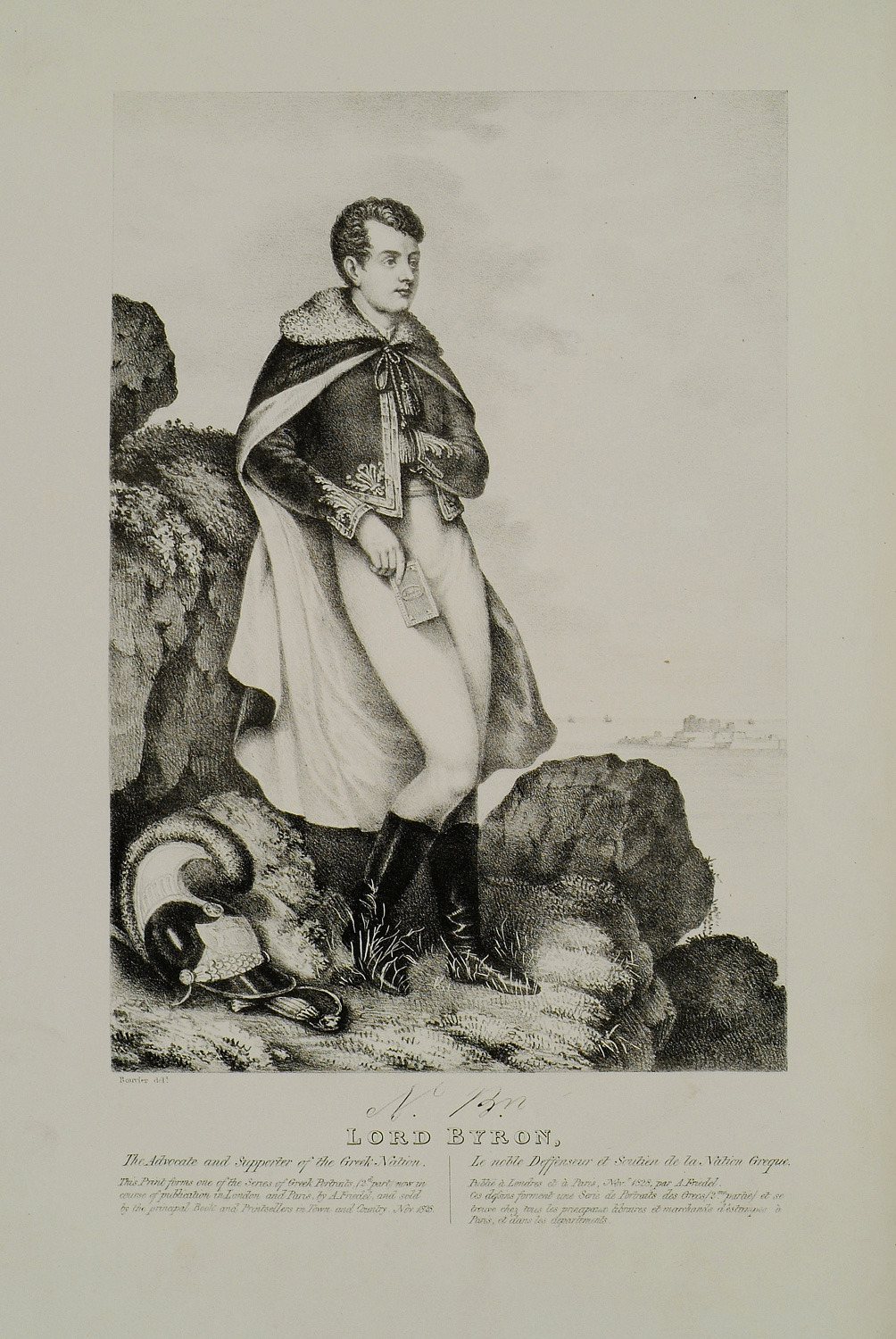
George Gordon Byron
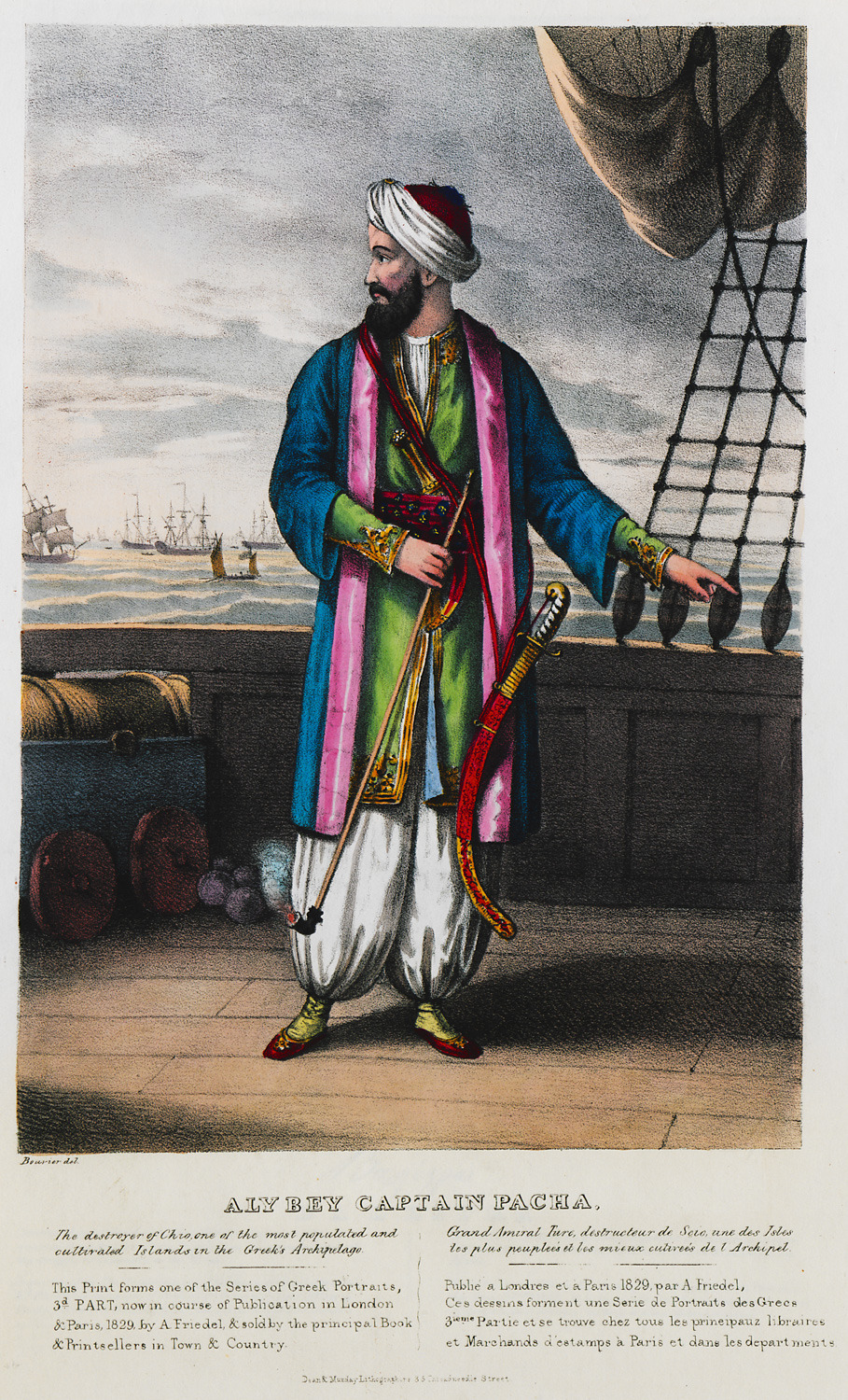
Nasuhzade Ali Pascha
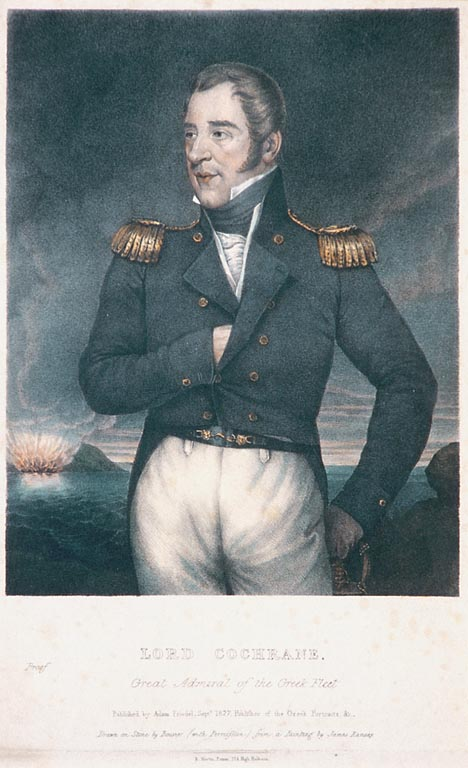
Thomas Cochrane
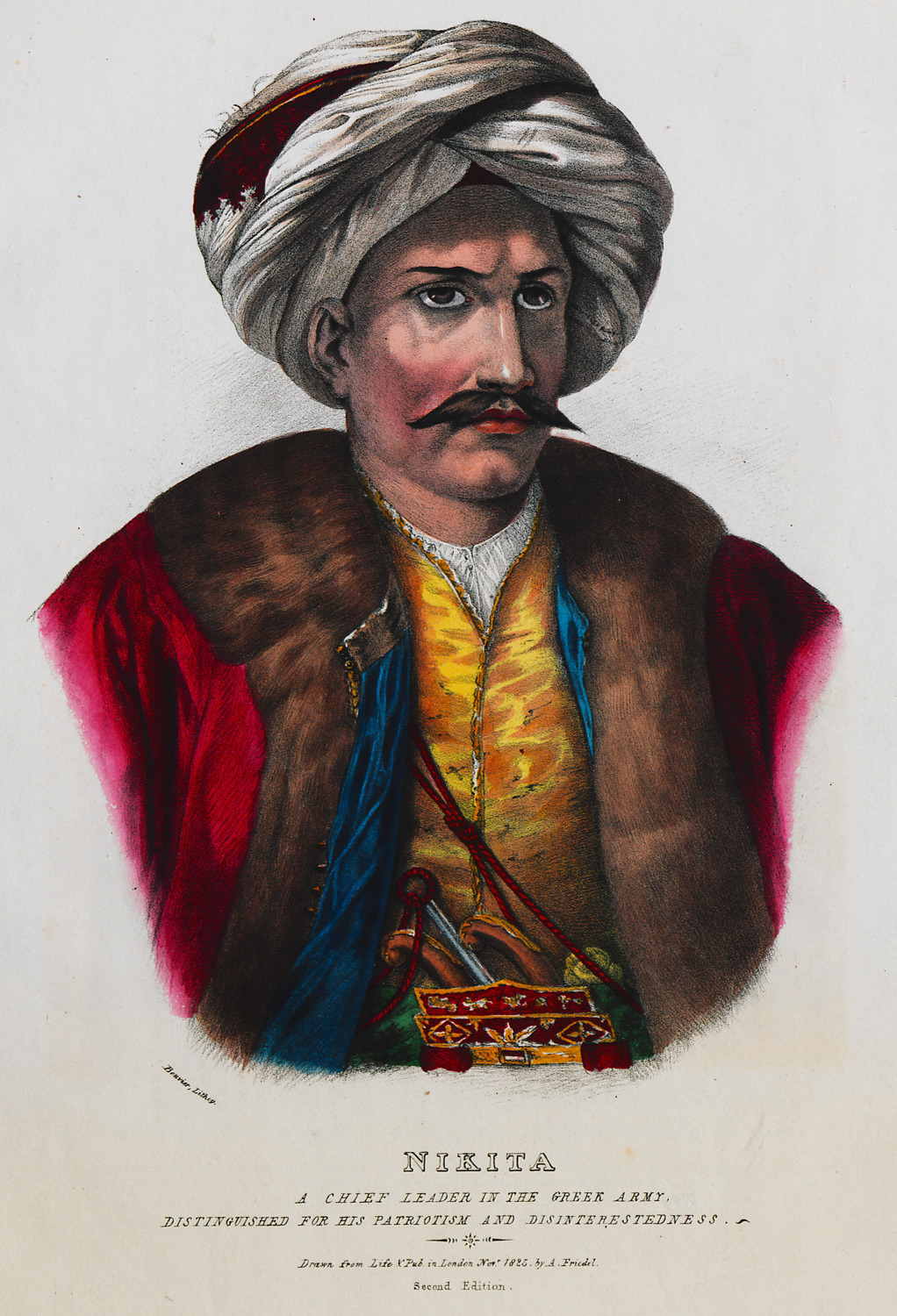
Nikitas Stamatelopoulos